# El Morral (les Masies de Voltregà)
El Morral és una muntanya de 672 metres que es troba al municipi de Les Masies de Voltregà, a la comarca d'Osona.